# Merindad (división administrativa)
Las merindades, o merinatos o merinados, eran unas divisiones geográfico-administrativas que se dieron a finales del siglo XII en los reinos de Aragón, Castilla y Navarra. El merino era el representante del rey en dicha merindad.
La función de las merindades era la de ser un órgano administrativo intermedio entre el poder central y las villas y señoríos. Al frente de una merindad se situaba el Merino con poderes administrativos y judiciales sobre el territorio encomendado.

## Aragón
Durante la Baja Edad Media se funcionan con cinco merindades (o merinados) con cabeceras en Zaragoza, Tarazona, Huesca, Jaca y Ejea; ocasionalmente figuraron Barbastro y Daroca, aunque con anterioridad a dicha época ya está registrada la función de los merinos como oficiales reales. Fundamentalmente se hicieron con fines fiscales pero a partir del siglo XIV tuvieron algunas atribuciones más.

## Castilla

### Vizcaya
En Vizcaya, el Duranguesado se ha convertido en mancomunidad comarcal en la que se mantiene el recuerdo de su pasado como merindad. 

### Burgos
En el norte de Burgos, una veintena de municipios forman, en la actualidad, la comarca de Las Merindades. Alguno de sus municipios mantiene este nombre: Merindad de Valdivielso, Merindad de Sotoscueva, Merindad de Valdeporres, Merindad de Montija, Merindad de Cuesta-Urria y Villarcayo de Merindad de Castilla la Vieja. En el Alfoz de Burgos también se encuentra la histórica Merindad de Río Ubierna.

### Cantabria
La más importante entre Palencia y Cantabria, que en la actualidad se conoce con tal nombre, pero que no representa una verdadera división administrativa actual, aunque sí lo fue en el pasado, es la Merindad de Campoo (capitales: Reinosa y Aguilar de Campoo), que agrupa comarcas y cabezas de partido de las provincias de Palencia, Burgos y Cantabria, y que es conocida por concentrar grandes tesoros del Arte Románico de Castilla y León y de Cantabria.

Las 5 merindades de Navarra más la castellanía de Ultrapuertos referida a menudo como merindad también.

## Navarra
En la actualidad en la Comunidad Foral de Navarra se sigue manteniendo la merindad como división histórica, aunque administrativamente fueron sustituidas por los partidos judiciales. Son las merindades de Pamplona, de Sangüesa (partido judicial de Aoiz), de Tudela, de Olite (partido judicial de Tafalla) y de Estella. A estas merindades se añade por mimetismo la considerada como Merindad de Ultrapuertos (o Baja Navarra, como también se nombra en tiempos más modernos). Propiamente era una castellanía, nunca fue oficialmente una merindad, y era un territorio dependiente del merino de Sangüesa. Tenía la capital en San Juan Pie de Puerto, que pertenece actualmente a Francia desde la asimilación de la corona de Navarra a la de Francia en 1638.